# Museo Hacienda de Santa Mónica
El Museo Hacienda de Santa Mónica es una institución que forma parte de la Fundación Cultural Antonio Haghenbeck y se encuentra en el municipio de Tlalnepantla de Baz, Estado de México.

## Historia
Este museo en algún momento de su existencia llegó a ser el lugar principal para proveer harina de trigo a la Ciudad de México. Además, a través del tiempo ha tenido diferentes dueños, como por ejemplo Antonio Haghenbeck y de la Lama, la persona que creó la fundación con el propósito de establecer tres museos más:
- La casa de la bola
- La hacienda de Santa Mónica
- La hacienda de San Cristóbal Polaxtla[1]

## Actividades
En el museo se realizan diferentes actividades tanto de cultura como de educación para todo tipo de público, las cuales suelen ser: 
- visitas guiadas;
- cursos y ciclos de conferencias sobre historia del arte;
- lecturas de historia, arte y literatura;
- talleres para adolescentes y para adultos;
- cursos de verano.